# 源当時
源 当時（みなもと の まさとき）は、平安時代前期の公卿。文徳源氏、右大臣・源能有の長男。官位は従三位・中納言。

## 経歴
陽成朝末の元慶6年（882年）无位から従五位下に直叙され、元慶8年（884年）光孝天皇の即位後まもなく侍従に任ぜられる。仁和元年（885年）周防介に転じると、仁和4年（888年）美濃介と光孝朝から宇多朝初期にかけて地方官を務めた。
寛平2年（890年）左京亮に遷ったのち、右馬頭・右衛門権佐と武官を歴任し、寛平6年（894年）従五位上に昇叙される。
寛平7年（895年）左少弁に転じると、寛平8年（896年）右中弁、寛平9年（897年）左中弁、昌泰元年（898年）正五位下、延喜2年（902年）従四位下と、宇多朝末から醍醐朝前期にかけて弁官を務めながら順調に昇進する。延喜8年（908年）右兵衛督を経て、延喜11年（911年）に参議に任ぜられて公卿に列した。
議政官として、右兵衛督・右衛門督・検非違使別当を兼帯し、この間の延喜15年（915年）に正四位下に昇叙されている。延喜21年（921年）正月に従三位・中納言に叙任されるも、同年5月4日の戌時（午後8時頃）に薨去。享年65。

## 官歴
『公卿補任』による。
- 元慶6年（882年） 正月7日：従五位下（直叙）
- 元慶8年（884年） 3月9日：侍従
- 仁和元年（885年） 4月27日：周防介
- 仁和4年（888年） 2月10日：美濃介
- 寛平2年（890年） 閏9月20日：左京亮
- 寛平3年（891年） 10月8日：右馬助
- 寛平4年（892年） 2月21日：右衛門権佐
- 寛平6年（894年） 正月7日：従五位上
- 寛平7年（895年） 8月16日：左少弁
- 寛平8年（896年） 正月26日：権右中弁。2月15日：兼木工頭。5月25日：右中弁
- 寛平9年（897年） 5月25日：左中弁
- 昌泰元年（898年） 11月28日：正五位下
- 昌泰4年（901年） 4月9日：聴雑袍
- 延喜2年（902年） 正月7日：従四位下
- 延喜7年（907年） 正月13日：兼周防権守
- 延喜8年（908年） 正月12日：右兵衛督
- 延喜11年（911年） 9月13日：参議、右兵衛督如元。12月18日：検非違使別当
- 延喜13年（913年） 正月28日：兼播磨権守。4月15日：兼近江権守
- 延喜15年（915年） 正月7日：正四位下
- 延喜16年（916年） 正月：止近江権守
- 延喜17年（917年） 正月29日：兼讃岐守
- 延喜19年（919年） 9月13日：兼右衛門督、検非違使別当
- 延喜21年（921年） 正月30日：中納言、従三位、右衛門督使別当如元。5月4日：薨去

## 系譜
- 父：源能有
- 母：不詳
- 生母不詳の子女
  - 男子：源忠相
  - 男子：源相平
  - 男子：源相職（901-943）
  - 男子：源当相
  - 男子：源相明
  - 男子：源相国
  - 男子：源中明
  - 男子：寛延（俗名は中鑒）